# 이승영 (연출가)
이승영(1972년 1월 10일 ~ )은 대한민국의 프로듀서이다.

## 학력 및 경력
- 중앙대학교 영화학 학사

## 작품

### 드라마 연출
- 2007년 MBC 드라마넷 조선과학수사대 별순검 시즌 1
- 2010년 MBC 드라마넷 조선과학수사대 별순검 시즌 3
- 2011년 OCN 특수사건 전담반 TEN
- 2013년 OCN 특수사건 전담반 TEN 2
- 2015년 OCN 실종느와르 M
- 2018년 OCN 보이스 2
- 2020년 OCN 제5열